# Ени-Алят
Ени Алят (азерб. Yeni Ələt) — посёлок городского типа в Азербайджане.
Находится в Карадагском районе Баку, недалеко от Алята.
Посёлок основан в конце 1990-х — начале 2000-х годов[уточнить].
Через посёлок проходит железная дорога.